# Nymphalis artemis
Nymphalis artemis är en fjärilsart som beskrevs av Fischer 1895. Nymphalis artemis ingår i släktet Nymphalis och familjen praktfjärilar. Inga underarter finns listade i Catalogue of Life.